# Лидва-1
Лидва-1 — деревня в Печорском районе Псковской области России. Входит в состав сельского поселения «Лавровская волость».
Расположена на правом берегу реки Лидва, в 4 км к востоку от волостного центра, деревни Лавры и в 37 км к югу от райцентра, города Печоры.

## Население
Численность населения деревни по оценке на конец 2000 года составляла 21 житель.
| 2001 | 2002 | 2010 |
| ---- | ---- | ---- |
| 21   | ↘20  | ↘19  |